# Зеленська сільська рада (Ковельський район)
Зеленська сільська рада — колишня (до 1 січня 2021 року) адміністративно-територіальна одиниця та орган місцевого самоврядування у Ковельському районі Волинської області. Центр у селі Зелена. Тепер замість неї діє старостинський округ сіл Зелена та Воля-Ковельська, який входить до складу Ковельської міської громади.

## Населені пункти
Сільській раді підпорядковані населені пункти:
- с. Зелена
- с. Воля-Ковельська

## Склад ради
Сільська рада складається з 16 депутатів та голови. Склад ради: 13 депутатів (81.3 %) — самовисуванці, два депутати (12.5 %) — висувалися від Народної партії та ще одна депутат (6.2 %) — від Партії Регіонів. 

## Керівний склад сільської ради
| ПІБ                        | Основні відомості                                                 | Дата обрання | Дата звільнення |
| -------------------------- | ----------------------------------------------------------------- | ------------ | --------------- |
| Дригуля Володимир Карпович | Сільський голова, 1958 року народження, освіта, безпартійний      | 26.03.2006   | 31.10.2010      |
| Дригуля Володимир Карпович | Сільський голова, 1958 року народження, освіта вища, безпартійний | 31.10.2010   | 31.01.2014      |

## Населення
Населення сільської ради згідно з переписом населення 2001 року становить 1,550 осіб. 
| Населенні пункти  | 2001 рік | 1987 рік |
| ----------------- | -------- | -------- |
| Воля-Ковельська   | 792      | 590      |
| Зелена            | 758      | 570      |
| Сукупне населення | 1,550    | 1,160    |

### Мова
Розподіл населення за рідною мовою за даними перепису 2001 року:
| Мова       | Відсоток |
| ---------- | -------- |
| українська | 98,71 %  |
| російська  | 0,97 %   |
| білоруська | 0,32 %   |

## Географія та адміністративний устрій
Село Воля-Ковельська та в меншій мірі село Зелена є фактично передмістями Ковеля. Волю-Ковельську від міста відділяє лише ділянка Ковель—Ягодин траси E373 (Київ—Люблін), в межах України це траса державного значення М07.
Географічно була розташована на південно-західному краї Ковельського району (1940—2020), вона межувала з містом Ковель з півночі та колишнім Турійським районом із заходу та півдня, на сході межувала з також вже недіючою Колодяжненською сільською радою.
Територією сільської ради протікала річка Турія, притока Прип'яті (басейн Дніпра). Біля села Воля-Ковельська в Турію впадала її права притока — річечка Воронка.
До 1 січня 2021 сільрада функціонувала в звичному десятиліттями руслі. З означеної дати перестала діяти, підпорядкувавшись адміністративно-територіальній реформі по децентралізації влади. Відтепер і Зелена, і Воля-Ковельська входять до складу Ковельської міської громади.

## Старостинський округ
Відповідно до Закону України «Про місцеве самоврядування в Україні» замість Зеленської сільської ради з 1 січня 2021 року створено старостинський округ сіл Зелена та Воля-Ковельська. Першим старостою Ковельська міська рада затвердила Борку Анатолія Юрійовича.